# Edentulina usambarensis
Edentulina usambarensis é uma espécie de gastrópode  da família Streptaxidae.
É endémica da Tanzânia.